# Hermann Hildebrandt
Hermann Hildebrandt (* 10. Mai 1910 in Straßburg, Elsass; † 11. November 1982 in Ingelheim am Rhein) war ein deutscher Dirigent.
Hermann Hildebrandt hat als Chefdirigent mehrerer Orchester zur Musikgeschichte Wesentliches beigetragen.
In Frankfurt am Main aufgewachsen, studierte er in Berlin und Köln (u. a. bei Hermann Abendroth). Auf seine Staatsexamina folgte bis zur Einberufung zum Kriegsdienst (1940) kurze Zeit pädagogischer Tätigkeit. Am 7. April 1940 beantragte er die Aufnahme in die NSDAP und wurde zum 1. Juli desselben Jahres aufgenommen (Mitgliedsnummer 8.169.136).
Nach Entlassung aus amerikanischer Gefangenschaft konnte er 1945 seine eigentliche berufliche Entwicklung in Heidelberg beginnen und wurde schon bald darauf Chefdirigent der Stuttgarter Philharmoniker.
Der Filmkomponist Herbert Trantow machte den Ost-Berliner Magistrat auf Hildebrandt aufmerksam: man suchte einen Chefdirigenten für das „Städtische Berliner Sinfonieorchester“ (später BSO). Das Orchester war letztlich eine Neugründung, die vom Magistrat mit dem Ziel der Gewinnung eines hochqualifizierten Klangkörpers im Ostteil der Stadt – unabhängig von der Bindung an ein Opernhaus – verfolgt und durchgesetzt worden war. Nach einem Konzert im November 1951 votierten die Orchestermitglieder für Hildebrandt, und der Magistrat berief ihn als ersten Chefdirigenten des Orchesters.
Hildebrandts Fähigkeiten als Orchestererzieher und Dirigent wurden der schwierigen Doppelaufgabe des Aufbaus eines neuen Klangkörpers und der Entwicklung eines neu erwachenden Publikums in bester Weise gerecht. Rezensionen dieser Zeit belegen die wachsende Ausstrahlung des Orchesters. Seine Programmgestaltung spannte den Bogen von Bach bis Strawinski, manifestierte sich aber auch in großangelegten Zyklen der Beethoven-, Brahms- oder Brucknersinfonien.
Die Rezensionen dieser Zeit belegen jedoch auch bald den wachsenden „Kulturkampf“ zwischen Ost und West. Während Hans Heinz Stuckenschmidt (FAZ) Programm und Interpretationen eines Konzertes im März 1959 ausdrücklich lobt („erfreuliches Zeugnis für den selbstständigen Willen des Dirigenten“), wirft ihm Karl Schönewolf (Musik und Gesellschaft) in der Besprechung des gleichen Konzertes vor, sich „einseitig … nach Westen“ zu orientieren.
Da Hildebrandt als Westberliner Bürger nicht bereit war, seinen Wohnsitz nach Ostberlin zu verlegen, scheiterten 1959 die Verhandlungen über die Verlängerung seines Vertrages. Sein Abschiedskonzert 1959 enthielt das gleiche Programm wie das Antrittskonzert Jahre zuvor: Bachs 4. Brandenburgisches Konzert und Bruckners 8. Sinfonie (siehe Die Welt 24./25. Juni 1959).
Die Skizze der folgenden Lebensstationen ist seinem selbstverfassten Lebenslauf entnommen:
„Als die politischen Gegebenheiten der Berliner Tätigkeit ein Ende setzten, übernahm Hildebrandt als Generalmusikdirektor die Leitung der Nordwestdeutschen Philharmonie Herford. Von hier aus wurde er 1962 als Chefdirigent und Berater für das musikalische Programm zum Zweiten Deutschen Fernsehen berufen. Aufgabengebiet: sinfonische Produktionen, Fernsehopern, öffentliche Konzerte. …
Seine erfolgreiche Reihe 'Wie schön ist doch Musik' – eine Fernsehkonzerte, die von ihm kommentiert und dirigiert wurden – war Jahre hindurch wesentlicher Bestandteil des ZDF-Musikprogramms. Als Gast dirigierte er eine Reihe bedeutender Orchester: u. a. die Berliner Philharmoniker, das Radio Symphonieorchester Berlin, die Münchner Philharmoniker, das Orchester der Bayerischen Staatsoper (Plattenaufnahme mit Anneliese Rothenberger), die Bamberger Symphoniker, die Dresdner Philharmoniker, die Wiener Symphoniker …“
Hermann Hildebrandt hat sich für praxisorientierte und zeitgemäße Ausbildung des Dirigentennachwuchses engagiert und vor allem weitergehende Förderung junger Dirigentinnen und Dirigenten nach deren Hochschulabschluss verlangt. Dieser Idee ist die 1990 von seiner Tochter Regine Hildebrandt in Mainz gegründete Hermann-Hildebrandt-Stiftung verpflichtet.